# Aeropuerto Internacional de Cantón-Baiyun

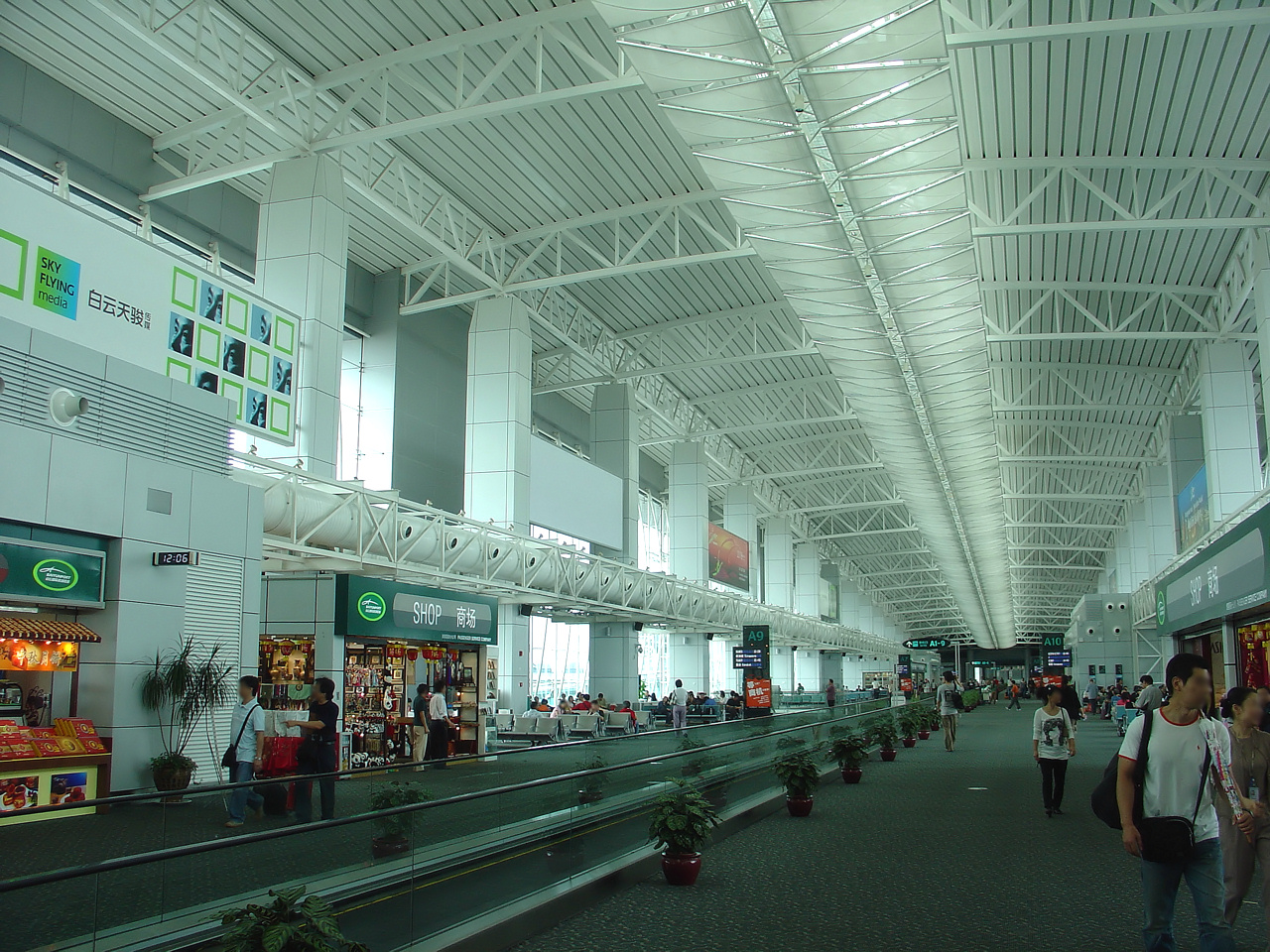
Interior de La Terminal 1

El Aeropuerto Internacional de Cantón-Baiyun (IATA: CAN, OACI: ZGGG) (en chino tradicional, 廣州白雲國際機場; en chino simplificado, 广州白云国际机场; pinyin, Guǎngzhōu Báiyún Guójì Jīchǎng) es el aeropuerto principal de Cantón, la capital de la provincia de Guangdong, en la República Popular China. Es la base central de China Southern Airlines. Queda a 1880 km (en vuelo) y a 2100 km (en carretera) de Pekín.
En 2008, el Aeropuerto Internacional de Cantón-Baiyun fue el segundo aeropuerto en China en términos de tráfico de pasajeros con 33 435 472 usuarios, así como el segundo por número de operaciones. En cuanto a tráfico de mercancías, fue el tercero más activo en China y uno de los 26 más activos en todo el mundo.

## Descripción
El actual aeropuerto está en el distrito de Huadu y abrió sus puertas el 5 de agosto de 2004, reemplazando al antiguo aeropuerto del mismo nombre, cerrado tras 72 años de actividad. El nuevo aeropuerto, con un coste de construcción de 19,8 millones de yuanes, se encuentra a 28 km al norte de la ciudad de Guangzhou y es casi 5 veces más grande que su predecesor. Báiyún (白云) significa «nube blanca» en chino, y se refiere a la Montaña Baiyun (白云山, Báiyúnshān), que está cerca de la ubicación del antiguo aeropuerto —mucho más cerca del centro de Guangzhou que el nuevo—. El aeropuerto también es conocido como «Nuevo Baiyun» para distinguirlo del anterior, aunque no es un nombre oficial.
La apertura del nuevo aeropuerto internacional de Baiyun de Guangzhou alivio la mayoría de las controversias del aeropuerto más antiguo y deteriorado, debido a la limitación de espacio, el hacinamiento y la falta de expansiones. Su apertura le permitió superar los toques de queda y las restricciones y comenzar una operación de 24 horas. Esto significa que China Southern Airlines altamente podría utilizar sus rutas intercontinentales, volando durante la noche. Otras aerolíneas tienen este beneficio también. 
El aeropuerto es servido por la estación del aeropuerto del Sur de la Línea 3 del Metro de Guangzhou.

## Expansión

Mapa del aeropuerto

En agosto de 2008, el plan de expansión del aeropuerto fue aprobado por la Comisión de Desarrollo y Reforma de China. El aeropuerto va a construir una tercera pista situada a 400 metros al este de la actual pista de aterrizaje hacia el este. La nueva pista será de 3800 m de largo y 60 m de ancho. Otros elementos del plan de expansión incluyen una terminal de 531 000 m², un nuevo aparcamiento cubierto, un aparcamiento al aire libre, un centro de transporte y una estación de metro que conectará con la Terminal 2. El costo total del proyecto será de ¥ 14 036 000 000. La construcción de la tercera pista se estima que comenzará en 2011 y se espera terminarla en el primer semestre de 2013. Cuando el proyecto se finalice a finales de 2015, el aeropuerto será capaz de manejar 75 millones de pasajeros y más de 2,17 millones de toneladas de carga al año.

## Aerolíneas y destinos

### Destinos nacionales
| Aerolíneas               | Destinos |
| ------------------------ | --- |
| 9 Air                    | Harbin, Wenzhou, Zhanjiang |
| Air China                | Beijing-Capital, Chengdú, Chongqing, Dazhou, Guangyuan, Guiyang, Hangzhou, Hohhot, Luzhou, Shanghái-Hongqiao, Shanghái-Pudong, Tianjín, Tonghua, Wanzhou, Wuhan, Yibin, Yuncheng |
| Beijing Capital Airlines | Chengdú, Chongqing, Haikou, Hangzhou, Lijiang, Sanya |
| Chengdu Airlines         | Chengdú |
| China Eastern Airlines   | Baoshan, Beijing-Capital, Hangzhou, Hefei, Huai'an, Jinan, Kunming, Lijiang, Nanchang, Nankín, Ningbo, Ordos, Qingdao, Shanghái-Hongqiao, Shanghái-Pudong, Taiyuan, Taizhou, Tengchong, Tianjín, Wenzhou, Wuhan, Wuxi, Xi'an, Xichang, Xishuangbanna, Yinchuan |
| China Southern Airlines  | Anqing, Anshan, Anshun, Baotou, Beihai, Beijing-Capital, Bijie, Changchung, Changsha, Changzhi, Changzhou, Chengdú, Chizhou, Chongqing, Dali, Dalian, Daqing, Datong, Diqing, Enshi, Fuyang, Fuzhou, Ganzhou, Guilin, Guiyang, Haikou, Handan, Hangzhou, Harbin, Hefei, Hohhot, Huaihua, Huangshan, Ji'an, Jiamusi, Jieyang, Jinan, Jining, Jiujiang, Jiuzhaigou, Kaili, Kasgar, Kunming, Lanzhou, Lhasa, Lianyungang, Libo, Lijiang, Liping, Liuzhou, Luoyang, Meizhou, Mianyang, Mudanjiang, Nanchang, Nanchong, Nankín, Nanning, Nantong, Nanyang, Ningbo, Nyingchi, Ordos, Qianjiang, Qingdao, Qiqihar, Sanya, Shanghái-Hongqiao, Shanghái-Pudong, Shenyang, Shijiazhuang, Taiyuan, Tengchong, Tianjín, Tongliao, Tongren, Urumqi, Weihai, Wenzhou, Wuhan, Wuxi, Xi'an, Xiamen, Xiangyang, Xilinhot, Xingyi, Xining, Xuzhou, Yancheng, Yangzhou, Yantai, Yanji, Yichang, Yichun, Yinchuan, Yulin, Yiwu, Zhangjiajie, Zhanjiang, Zhengzhou, Zunyi |
| China United Airlines    | Beijing-Nanyuan, Hangzhou, Shijiazhuang |
| Chongqing Airlines       | Chongqing |
| Dalian Airlines          | Dalian |
| Hainan Airlines          | Arxan, Baise, Beijing-Capital, Chongqing, Dalian, Dongying, Fuzhou, Guilin, Guiyang, Haikou, Hangzhou, Harbin, Hefei, Jinzhou, Nanchang, Nankín, Ningbo, Qingdao, Sanya, Shenyang, Taiyuan, Tangshan, Tianjín, Urumqi, Weifang, Wenzhou, Wuhan, Xi'an, Xiamen, Yan'an, Yichang, Yinchuan |
| Hebei Airlines           | Shijiazhuang |
| Juneyao Airlines         | Shanghái-Hongqiao |
| Kunming Airlines         | Kunming |
| Loong Air                | Hangzhou |
| Okay Airways             | Tianjín |
| Shandong Airlines        | Jinan, Qingdao, Wuyishan, Yantai |
| Shanghai Airlines        | Hangzhou, Nankín, Shanghái-Hongqiao, Shanghái-Pudong, Wenzhou, Xiamen |
| Shenzhen Airlines        | Baotou, Changchung, Changzhou, Chengdú, Dalian, Guiyang, Haikou, Harbin, Hefei, Hohhot, Jinan, Jingdezhen, Kunming, Lanzhou, Linyi, Nanchang, Nankín, Nanning, Nantong, Ningbo, Qingdao, Quanzhou, Shenyang, Taizhou, Tianjín, Wenzhou, Wuhan, Wuxi, Xi'an, Xiamen, Xining, Yinchuan, Zhengzhou, Zhoushan |
| Sichuan Airlines         | Chengdú, Chongqing, Yinchuan |
| Spring Airlines          | Shanghái-Hongqiao, Shijiazhuang |
| West Air                 | Chongqing |
| Xiamen Airlines          | Fuzhou, Quanzhou, Wuyishan, Xiamen |

### Destinos internacionales, Hong Kong, Macao y Taiwán
| Ciudades por países   | Nombre del aeropuerto                               | Aerolíneas | Aeronaves                   | Frecuencias semanales |        |
| África                | África                                              | África | África                      | África                | África |
| --------------------- | --------------------------------------------------- | --- | --------------------------- | --------------------- | ------ |
| Egipto                |                                                     | |                             |                       |        |
| El Cairo              | Aeropuerto Internacional de El Cairo                | Egyptair |                             |                       |        |
| Etiopía               |                                                     | |                             |                       |        |
| Adís Abeba            | Aeropuerto Internacional Bole                       | Ethiopian |                             |                       |        |
| Kenia                 |                                                     | |                             |                       |        |
| Nairobi               | Aeropuerto Internacional Jomo Kenyatta              | China Southern Airlines Kenya Airways (Via HAN sin derechos de tráfico)                                                             | B7x7                        |                       |        |
| Norteamérica          |                                                     | |                             |                       |        |
| Canadá                |                                                     | |                             |                       |        |
| Toronto               | Aeropuerto Internacional Toronto Pearson            | China Southern Airlines |                             |                       |        |
| Estados Unidos        |                                                     | |                             |                       |        |
| Los Ángeles           | Aeropuerto Internacional de Los Ángeles             | China Southern Airlines |                             |                       |        |
| Nueva York            | Aeropuerto Internacional John F. Kennedy            | China Southern Airlines |                             |                       |        |
| San Francisco         | Aeropuerto Internacional de San Francisco           | China Southern Airlines |                             |                       |        |
| Suramérica            |                                                     | |                             |                       |        |
| Venezuela             |                                                     | |                             |                       |        |
| Caracas               | Aeropuerto Internacional de Maiquetia Simón Bolivar | Conviasa (Via VKO) |                             |                       |        |
| Asia                  |                                                     | |                             |                       |        |
| Arabia Saudita        |                                                     | |                             |                       |        |
| Riad                  | Aeropuerto Internacional Rey Khalid                 | Saudia |                             |                       |        |
| Yida                  | Aeropuerto Internacional Rey Abdulaziz              | Saudia |                             |                       |        |
| Bangladés             |                                                     | |                             |                       |        |
| Dacca                 | Aeropuerto Internacional Zia                        | China Southern Airlines |                             |                       |        |
| Birmania              |                                                     | |                             |                       |        |
| Rangún                | Aeropuerto Internacional de Rangún                  | China Southern Airlines Myanmar Airways International                                                                               |                             |                       |        |
| Camboya               |                                                     | |                             |                       |        |
| Nom Pen               | Aeropuerto Internacional de Nom Pen                 | Cambodia Angkor Air China Southern Airlines Lanmei Airlines                                                                         | A320-214                    |                       |        |
| Catar                 |                                                     | |                             |                       |        |
| Doha                  | Aeropuerto Internacional Hamad                      | Qatar Airways |                             |                       |        |
| Corea del Sur         |                                                     | |                             |                       |        |
| Seúl                  | Aeropuerto Internacional de Incheon                 | Asiana Airlines China Southern Airlines Korean Air                                                                                  |                             |                       |        |
| EAU                   |                                                     | |                             |                       |        |
| Dubái                 | Aeropuerto Internacional de Dubái                   | China Southern Airlines Emirates |                             |                       |        |
| Filipinas             |                                                     | |                             |                       |        |
| Manila                | Aeropuerto Internacional Ninoy Aquino               | Cebu Pacific Air China Southern Airlines Philippine Airlines AirAsia Philippines                                                    | A320-200                    |                       |        |
| Hong Kong             |                                                     | |                             |                       |        |
| Hong Kong             | Aeropuerto Internacional de Hong Kong               | Cathay Pacific |                             |                       |        |
| Indonesia             |                                                     | |                             |                       |        |
| Denpasar              | Aeropuerto Internacional Ngurah Rai                 | China Southern Airlines |                             |                       |        |
| Yakarta               | Aeropuerto Internacional Soekarno-Hatta             | China Southern Airlines Garuda Indonesia                                                                                            |                             |                       |        |
| Irak                  |                                                     | |                             |                       |        |
| Bagdad                | Aeropuerto Internacional de Bagdad                  | Iraqi Airways |                             |                       |        |
| Irán                  |                                                     | |                             |                       |        |
| Teherán               | Aeropuerto Internacional Imán Jomeini               | Mahan Air |                             |                       |        |
| Japón                 |                                                     | |                             |                       |        |
| Osaka                 | Aeropuerto Internacional de Kansai                  | 9 Air China Southern Airlines | B737                        |                       |        |
| Tokio                 | Aeropuerto Internacional de Haneda                  | All Nippon Airways China Southern Airlines Japan Airlines                                                                           |                             |                       |        |
| Tokio                 | Aeropuerto Internacional de Narita                  | China Southern Airlines |                             |                       |        |
| Kuwait                |                                                     | |                             |                       |        |
| Ciudad de Kuwait      | Aeropuerto Internacional de Kuwait                  | Kuwait Airways | A330-841N                   |                       |        |
| Laos                  |                                                     | |                             |                       |        |
| Vientián              | Aeropuerto Internacional Wattay                     | Lao Airlines |                             |                       |        |
| Malasia               |                                                     | |                             |                       |        |
| Kota Kinabalu         | Aeropuerto Internacional de Kota Kinabalu           | Air Asia China Southern Airlines (Estacional)                                                                                       | A3xx                        |                       |        |
| Kuala Lumpur          | Aeropuerto Internacional de Kuala Lumpur            | Air Asia Batik Air Malaysia China Southern Airlines Malaysia Airlines                                                               | A3xx                        |                       |        |
| Penang                | Aeropuerto Internacional de Penang                  | China Southern Airlines |                             |                       |        |
| Nepal                 |                                                     | |                             |                       |        |
| Katmandú              | Aeropuerto Internacional de Katmandú                | China Southern Airlines |                             |                       |        |
| Pakistán              |                                                     | |                             |                       |        |
| Lahore                | Aeropuerto Internacional Allama Iqbal               | China Southern Airlines |                             |                       |        |
| Singapur              |                                                     | |                             |                       |        |
| Singapur              | Aeropuerto Internacional de Singapur                | China Southern Airlines Scoot Singapore Airlines                                                                                    |                             |                       |        |
| Sri Lanka             |                                                     | |                             |                       |        |
| Colombo               | Aeropuerto Internacional Bandaranaike               | SriLankan Airlines | A3xx                        |                       |        |
| Tailandia             |                                                     | |                             |                       |        |
| Bangkok               | Aeropuerto Internacional Don Mueang                 | 9 Air China Southern Airlines Spring Airlines Thai AirAsia Thai Lion Air                                                            | B737 A32x B737NG            |                       |        |
| Bangkok               | Aeropuerto Internacional Suvarnabhumi               | 9 Air China Eastern Airlines China Southern Airlines Kenya Airways Spring Airlines SriLankan Airlines Thai Airways Thai VietJet Air | B737 B7x7 A32x A3xx A32xceo |                       |        |
| Chiang Mai            | Aeropuerto Internacional de Chiang Mai              | China Southern Airlines Spring Airlines                                                                                             | A32x                        |                       |        |
| Phuket                | Aeropuerto Internacional de Phuket                  | 9 Air China Southern Airlines Spring Airlines                                                                                       | B737 A32x                   |                       |        |
| Taiwán                |                                                     | |                             |                       |        |
| Taipéi                | Aeropuerto Internacional de Taiwán Taoyuan          | China Airlines China Southern Airlines EVA Air Hainan Airlines                                                                      |                             |                       |        |
| Vietnam               |                                                     | |                             |                       |        |
| Ciudad de Ho Chi Minh | Aeropuerto Internacional de Tan Son Nhat            | China Southern Airlines Vietnam Airlines                                                                                            |                             |                       |        |
| Đà Nẵng               | Aeropuerto Internacional de Đà Nẵng                 | Vietnam Airlines |                             |                       |        |
| Hanói                 | Aeropuerto Internacional de Nội Bài                 | China Southern Airlines Vietnam Airlines                                                                                            |                             |                       |        |
| Europa                |                                                     | |                             |                       |        |
| Alemania              |                                                     | |                             |                       |        |
| Fráncfort             | Aeropuerto de Fráncfort del Meno                    | China Southern Airlines |                             |                       |        |
| Francia               |                                                     | |                             |                       |        |
| París                 | Aeropuerto de París-Charles de Gaulle               | China Southern Airlines | A350-941                    |                       |        |
| Países Bajos          |                                                     | |                             |                       |        |
| Ámsterdam             | Aeropuerto de Ámsterdam-Schiphol                    | China Southern Airlines | A350-941                    |                       |        |
| Italia                |                                                     | |                             |                       |        |
| Roma                  | Aeropuerto de Roma-Fiumicino                        | China Southern Airlines (Vía WUH)                                                                                                   | B787-9                      |                       |        |
| Reino Unido           |                                                     | |                             |                       |        |
| Londres               | Aeropuerto de Londres-Heathrow                      | China Southern Airlines |                             |                       |        |
| Rusia                 |                                                     | |                             |                       |        |
| Moscú                 | Aeropuerto Internacional de Moscú-Sheremétievo      | Aeroflot China Southern Airlines |                             |                       |        |
| Turquía               |                                                     | |                             |                       |        |
| Estambul              | Aeropuerto de Estambul                              | Turkish Airlines |                             |                       |        |
| Oceanía               |                                                     | |                             |                       |        |
| Australia             |                                                     | |                             |                       |        |
| Brisbane              | Aeropuerto de Brisbane                              | China Southern Airlines |                             |                       |        |
| Melbourne             | Aeropuerto Internacional Tullamarine                | China Southern Airlines |                             |                       |        |
| Sídney                | Aeropuerto Internacional Kingsford Smith            | China Southern Airlines |                             |                       |        |
| Nueva Zelanda         |                                                     | |                             |                       |        |
| Auckland              | Aeropuerto Internacional de Auckland                | China Southern Airlines |                             |                       |        |
| Christchurch          | Aeropuerto Internacional de Christchurch            | China Southern Airlines |                             |                       |        |

## Estadísticas

Mapa del Metro de Cantón

Ver fuente y consulta Wikidata.